# Павильон СССР на Международной выставке современных декоративных и промышленных искусств
Павильон СССР на Международной выставке современных декоративных и промышленных искусств — выставочный павильон СССР на Международной выставке современных декоративных и промышленных искусств 1925 года в Париже, построенный по проекту архитектора-модерниста К. С. Мельникова. Павильон СССР являлся одним из первых осуществлённых новаторских произведений как в советской, так и в мировой архитектуре XX века.

## История создания
В ноябре 1924 года, после установления 28 октября 1924 года дипломатических отношений между СССР и Францией, Советскому Союзу последовало приглашение принять участие в Международной выставке современных декоративных и промышленных искусств, открывающейся в Париже весной 1925 года. Выставка оценивалась в СССР как весьма важное политическое мероприятие, так как это было первое выступление страны на международном смотре, прямое и наглядное сопоставление с другими государствами.
Подготовка советского раздела выставки проходила в предельно сжатые сроки. 18 ноября 1924 года Выставочный комитет советского отдела объявил закрытый конкурс на проект павильона СССР, в котором приняли участие архитекторы В. А. Щуко, И. А. Фомин, братья Веснины, Н. А. Ладовский, Н. В. Докучаев, В. Ф. Кринский, И. А. Голосов, М. Я. Гинзбург, К. С. Мельников и группа выпускников ВХУТЕМАСа. Программа конкурса требовала от конкурсантов, чтобы советский павильон «был спроектирован в духе чисто современной архитектуры, а идеологически отражал идею СССР как рабоче-крестьянского трудового государства и как братского союза отдельных народностей». Через месяц, 28 декабря, жюри под председательством А. В. Луначарского и при участии В. В. Маяковского, рассмотрев все представленные на конкурс проекты, признало проект К. С. Мельникова лучшим и поручило ему выполнение его в натуре. Вторую и третью премии конкурса получили Н. А. Ладовский и М. Я. Гинзбург.
В середине января 1925 года Мельников выехал в Париж для строительства павильона.

Глубоко поразил меня Париж своей красотой и жизненной молодостью, — вспоминал К. С. Мельников, — но скоро и мы поразили Париж тоже красотой, но суровой, обнажённой, возникшей в нашей жизни.

Проект павильона сразу привлёк внимание архитектурной общественности и устроителей выставки. Главный архитектор выставки Бонье отметил своеобразие и смелость замысла Мельникова. Одна из крупнейших в то время строительных фирм «Братья Перре» (фр. Perret frères) предложила свои услуги по строительству, так как посчитала это для себя оригинальной и интересной рекламой.
В марте 1925 года в Париж прибыл А. М. Родченко, который был введён в состав Выставочного комитета и направлен на выставку для осуществления интерьера «Рабочего клуба» и оформления советской экспозиции. 17 апреля павильон по проекту Родченко был выкрашен красным, серым и белым цветами.

Я, Родченко, Маяковский поехали в Париж показывать впервые появившееся Сказочное царство. — писал Мельников, — Денег на постройку <…> я привёз пятнадцать тысяч рублей — вышел киоск не киоск, а задору ….

10 июня состоялось торжественное открытие советского павильона, в котором приняли участие посол СССР во Франции Л. Б. Красин и министр культуры Франции Де Монзи. По воспоминаниям А. Родченко, церемония открытия быстро вылилась в стихийный митинг французских рабочих, которые встречали Красина возгласами «Да здравствуют Советы!» и «Интернационалом». Полиция попросила Красина зайти в павильон и рассеяла толпу.
После официального открытия всей выставки президент Франции Гастон Думерг первым посетил советский павильон.
После завершения выставки павильон СССР был снесён, но в 1926 году восстановлен на новом месте. Восстановленное здание служило профсоюзным клубом и было утрачено во время Второй мировой войны. Здание занимало часть участка (Place du Colonel Fabien), на котором в 1966—1971 годах было сооружено здание ЦК Французской компартии (архитектор Оскар Нимейер).

## Архитектура павильона
Территория, выделенная организаторами выставки под строительство советского павильона, была не только мала (29,5 на 11 метров), но и неудобна для строительства. Через площадку проходили трамвайные пути, которые по условиям парижских властей убирать запрещалось. Поэтому павильон был ограничен не только горизонтально, но и вертикально: подводить под здание фундамент было невозможно. Вместе с тем, в некоторых современных источниках утверждается, что «наш павильон раскинулся с истинно советским размахом и занял одну шестую часть выставочной территории: ведь было необходимо разбить и настоящие юрты из Туркмении, и чумы народностей Крайнего Севера».
Павильон представлял собой лёгкую каркасную двухэтажную постройку, выполненную из дерева. Большая часть площади наружных стен павильона была остеклена. Прямоугольное в плане здание перерезалось по диагонали ведущей на второй этаж открытой лестницей, над которой было сооружено оригинальное перекрытие в виде наклонных перекрещивающихся деревянных плит. Справа от лестницы была сооружена вышка-мачта, увенчанная серпом и молотом и буквами СССР.

## Оценки
Ле Корбюзье, по проекту которого на выставке был построен павильон «Эспри нуво», говорил, что советский павильон — единственный, на который стоит смотреть. В советской печати считалось, что Ле Корбюзье учёл в своём проекте успех павильона СССР. Высокую оценку Советского павильона, по словам И. Эренбурга, находившегося во время проведения выставки в Париже, дал известный французский живописец Фернан Леже.
Современные исследователи из всего многообразия выставочной архитектуры XX века особо выделяют четыре павильона: павильоны СССР К. Мельникова и «Эспри нуво» Ле Корбюзье на Международной выставке современных декоративных и промышленных искусств, павильон Германии Л. Мис Ван дер Рое на Всемирной выставке 1929 года в Барселоне и построенный в 1995 году павильон (Pavilion for Blueprint Magazine) Захи Хадид под крышей гигантского зала в Бирмингеме.
Результатом известности Мельникова, которую принесло ему строительство павильона СССР, стал заказ проекта гаража для Парижа вместимостью в тысячу машин. Мельников разработал два альтернативных варианта: полупрозрачный стеклянный куб со стоянками в десять этажей и поднятое над уровнем земли здание с консольно-подвесными конструкциями. Парижским проектам не суждено было реализоваться, однако ряд возникших при их проектировании архитектурных идей был использован К. Мельниковым при строительстве гаражей в Москве.

### На русском
- Константин Степанович Мельников: Архитектура моей жизни. Творческая концепция. Творческая практика. / сост. А. Стригалёв, И. Коккинаки. — М.: Искусство, 1985. — 311 с.
- Константин Мельников. Рисунки и проекты: Каталог выставки.— М.: Советский художник, 1989. — 125 с — ISBN 978-5269001739
- Мельников К. С. Архитекторское слово в его архитектуре. — М.: Архитектура-С, 2006. — 144 с — ISBN 5-9647-0091-8
- Хан-Магомедов С. О. Константин Мельников. — М.: Архитектура-С, 2006. — 296 с — ISBN 5-9647-0095-0. ISBN 978-5-9647-0095-1
- Стригалев А. А. Константин Степанович Мельников.— М.: Искусство, 1985. — 364 с.
- Кузнецов П. В. Павильон в Париже (1925) / Новые материалы о жизни архитектора и о его проектах // Дом Мельникова. Шедевр авангарда, жилой дом, архитектурный музей. — Berlin, Москва: Dom publishers, Государственный научно-исследовательский музей архитектуры имени А. В. Щусева, 2017. — С. 58—63. — 223 с. — (Теория и история; т. 60). — ISBN 978-3-86922-437-4.

### На английском
- Starr, S. Frederick Melnikov: Melnikov: Solo Architect in a Mass Society. — Princeton University Press, 1978. — ISBN 0-691-03931-3.
- Pare, Richard Die verlorene Avantgarde. — Schirmer/Mosel Verlag Gm, 2007. — ISBN 9783829602990
- MacEl, Otakar, Fosso, Mario Konstantin S. Mel’Nikov and the Construction of Moscow. — Skira, 2001. — 312 p. — ISBN 9788881185399

### На французском
- Starr, S. Frederick K. Mel’nikov: Le Pavillon Sovietique — Paris, 1925. — L’Equuerre Paris, 1981